# Communauté de communes de la Vallée de l'Homme
La communauté de communes de la Vallée de l'Homme (CCVH) est une structure intercommunale française située dans le département de la Dordogne, en région Nouvelle-Aquitaine. Elle prend effet le 1er janvier 2014.

## Historique
La création de la communauté de communes de la Vallée de l'Homme a été actée par l'arrêté préfectoral no 2013150-0004 du 30 mai 2013.
Effective le 1er janvier 2014, elle est issue de la fusion de la communauté de communes Terre de Cro-Magnon et de la communauté de communes de la Vallée de la Vézère. Cet ensemble comprend vingt-six communes sur un territoire de 503,14 km2.
Le 1er janvier 2017, la communauté de communes de la Vallée de l'Homme est rejointe par deux autres communes : Audrix, en provenance de la communauté de communes Vallée de la Dordogne et Forêt Bessède et Limeuil, en provenance de la communauté de communes du Pays vernois et du terroir de la truffe. Son territoire s'étend alors sur 519,93 km2.
Le 1er janvier 2019, les communes des Eyzies-de-Tayac-Sireuil, de Manaurie et de Saint-Cirq fusionnent pour constituer la commune nouvelle des Eyzies. Par ailleurs, à la même date, la fusion de Saint-Amand-de-Coly avec Coly, membre d'une autre intercommunalité, en la commune nouvelle de Coly-Saint-Amand augmente le territoire (superficie et population) de l'intercommunalité sans augmenter le nombre des communes.

## Territoire communautaire

### Géographie physique
Située au centre-est  du département de la Dordogne, la communauté de communes de la Vallée de l'Homme regroupe 26 communes et présente une superficie de 527,9 km2.

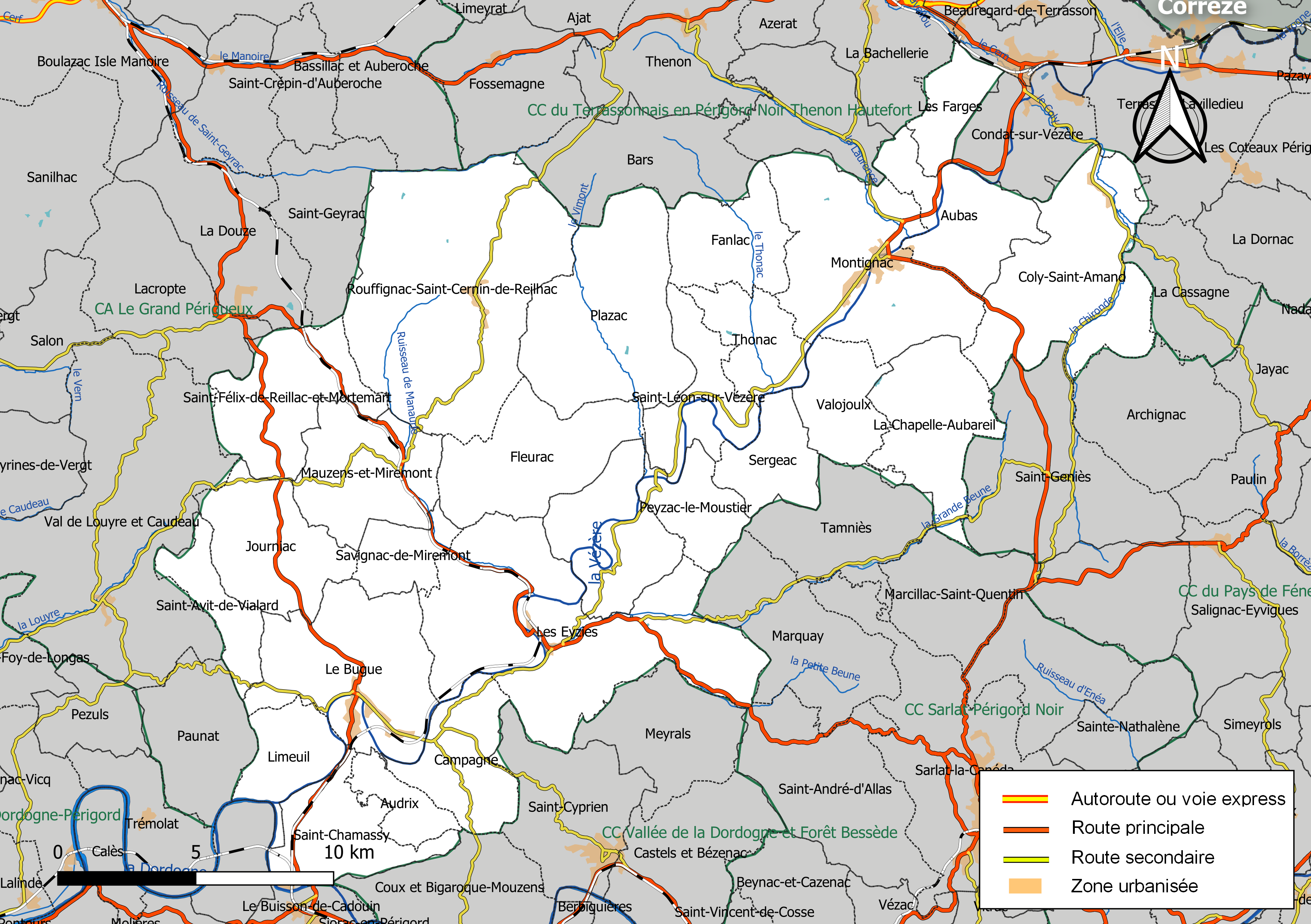
Carte de la communauté de communes de la Vallée de l'Homme au 1er janvier 2019.

### Composition

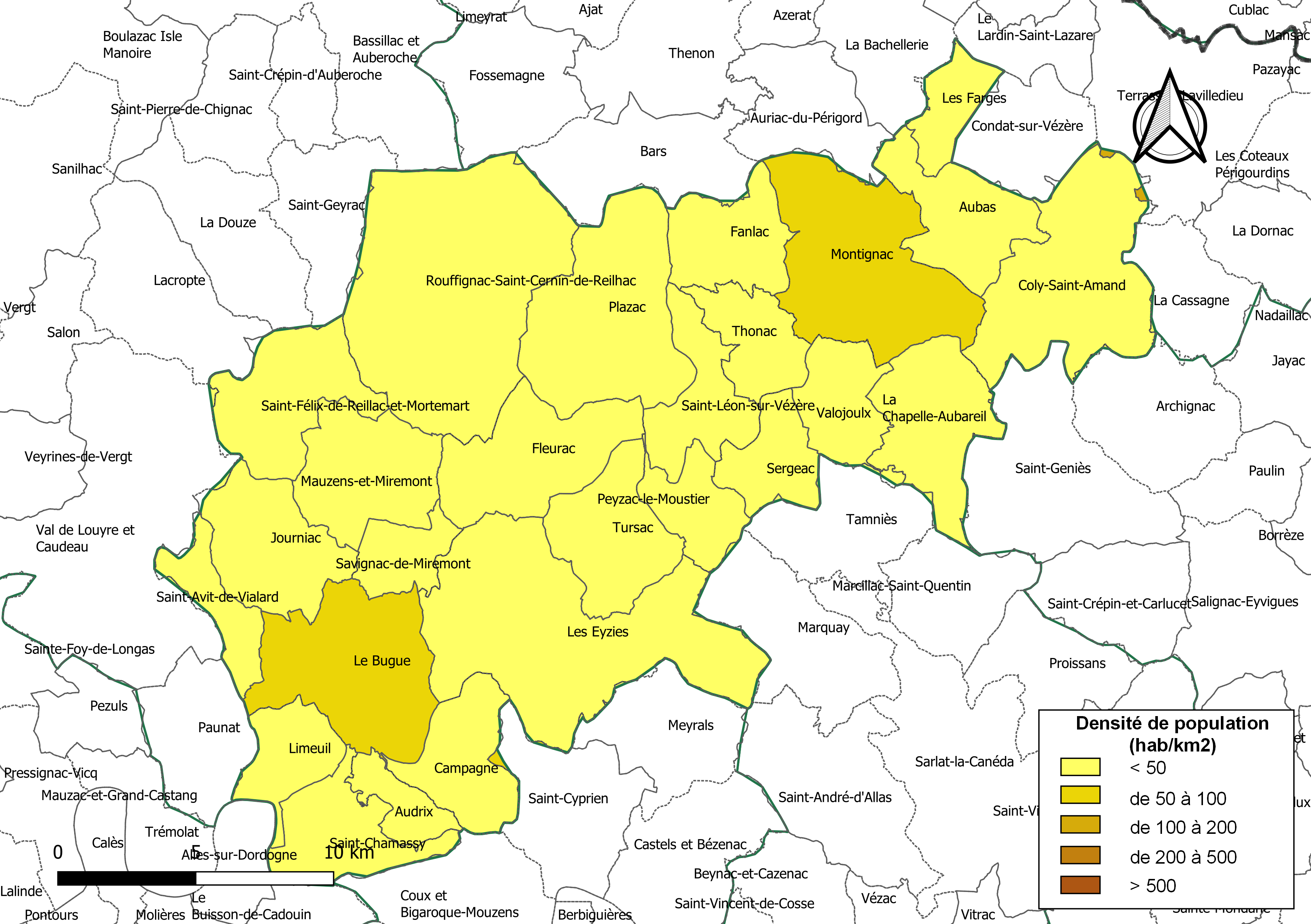
Carte des densités de population (millésimée 2016) des communes de la communauté de communes de la Vallée de l'Homme. Composition en communes au 1er janvier 2019.

La communauté de communes est composée des 26 communes suivantes :

| Nom                                 | Code Insee | Gentilé        | Superficie (km2) | Population (dernière pop. légale) | Densité (hab./km2) |
| ----------------------------------- | ---------- | -------------- | ---------------- | --------------------------------- | ------------------ |
| Les Eyzies (siège)                  | 24172      |                | 53,37            | 1 133 (2022)                      | 21                 |
| Aubas                               | 24014      | Aubasins       | 17,53            | 615 (2022)                        | 35                 |
| Audrix                              | 24015      | Audrixois      | 6,22             | 272 (2022)                        | 44                 |
| Le Bugue                            | 24067      | Buguois        | 28,96            | 2 638 (2022)                      | 91                 |
| Campagne                            | 24076      | Campenois      | 14,4             | 418 (2022)                        | 29                 |
| La Chapelle-Aubareil                | 24106      | Chapellois     | 19,85            | 542 (2022)                        | 27                 |
| Coly-Saint-Amand                    | 24364      |                | 34,41            | 629 (2022)                        | 18                 |
| Fanlac                              | 24174      | Fanlacois      | 14,37            | 137 (2022)                        | 9,5                |
| Les Farges                          | 24175      | Fargiens       | 8,14             | 308 (2022)                        | 38                 |
| Fleurac                             | 24183      | Fleuracois     | 22,18            | 320 (2022)                        | 14                 |
| Journiac                            | 24217      | Journiacois    | 18,88            | 481 (2022)                        | 25                 |
| Limeuil                             | 24240      | Limeuillois    | 10,57            | 339 (2022)                        | 32                 |
| Mauzens-et-Miremont                 | 24261      | Mauzencois     | 20,57            | 290 (2022)                        | 14                 |
| Montignac-Lascaux                   | 24291      | Montignacais   | 37,15            | 2 760 (2022)                      | 74                 |
| Peyzac-le-Moustier                  | 24326      | Peyzacois      | 10,1             | 198 (2022)                        | 20                 |
| Plazac                              | 24330      | Plazacois      | 33,77            | 710 (2022)                        | 21                 |
| Rouffignac-Saint-Cernin-de-Reilhac  | 24356      | Rouffignacois  | 59,9             | 1 662 (2022)                      | 28                 |
| Saint-Avit-de-Vialard               | 24377      |                | 8,45             | 151 (2022)                        | 18                 |
| Saint-Chamassy                      | 24388      | Eumacois       | 15,6             | 496 (2022)                        | 32                 |
| Saint-Félix-de-Reillac-et-Mortemart | 24404      |                | 20,31            | 178 (2022)                        | 8,8                |
| Saint-Léon-sur-Vézère               | 24443      | Saint-Léonnais | 13,76            | 430 (2022)                        | 31                 |
| Savignac-de-Miremont                | 24524      | Savignacois    | 7,62             | 174 (2022)                        | 23                 |
| Sergeac                             | 24531      | Sergeacois     | 10,71            | 215 (2022)                        | 20                 |
| Thonac                              | 24552      | Thonacois      | 11,62            | 268 (2022)                        | 23                 |
| Tursac                              | 24559      | Tursacois      | 17,71            | 339 (2022)                        | 19                 |
| Valojoulx                           | 24563      |                | 11,79            | 286 (2022)                        | 24                 |

### Démographie
Le tableau et le graphique ci-dessous correspondent au périmètre actuel de la communauté de communes de la Vallée de l'Homme, qui n'a été créée qu'en 2014.
| 1968   | 1975   | 1982   | 1990   | 1999   | 2008   | 2013   | 2019   |
| ------ | ------ | ------ | ------ | ------ | ------ | ------ | ------ |
| 14 226 | 13 789 | 14 149 | 14 467 | 15 053 | 15 766 | 15 929 | 15 636 |

## Administration

### Siège
Le siège de la communauté de communes est situé aux Eyzies.

### Les élus
Au renouvellement des conseils municipaux de mars 2020, le conseil communautaire de la communauté de communes se compose de 45 délégués représentant chacune des communes membres et élus pour une durée de six ans.
Ils sont répartis comme suit :
| Nombre de délégués | Communes                           |
| ------------------ | ---------------------------------- |
| 8                  | Montignac                          |
| 7                  | Le Bugue                           |
| 4                  | Rouffignac-Saint-Cernin-de-Reilhac |
| 3                  | Les Eyzies                         |
| 2                  | Plazac                             |
| 1                  | chacune des autres communes        |

### Présidence
| Période                                  | Période  | Identité         | Étiquette | Qualité                                                                      |
| ---------------------------------------- | -------- | ---------------- | --------- | ---------------------------------------------------------------------------- |
| janvier 2014 (réélu en juillet 2020)     | En cours | Philippe Lagarde | SE        | Maire des Eyzies-de-Tayac-Sireuil (1995-2018) Maire des Eyzies (depuis 2019) |
| Les données manquantes sont à compléter. |          |                  |           |                                                                              |

### Régime fiscal et budget
Le régime fiscal de la communauté de communes est la fiscalité professionnelle unique (FPU).